# Luftkühlung
Bei der Luftkühlung wird die Oberfläche von wärmeerzeugenden Objekten durch daran vorbeiströmende Luft gekühlt. Bei Verbrennungsmotoren, Elektromotoren oder elektronischen Bauelementen der Leistungselektronik soll die Überhitzung und Zerstörung der Bauteile vermieden werden; bei Kühl- und Klimaanlagen ist für die Funktion die Unterschreitung der Verflüssigungstemperatur des Kältemittels zwingend erforderlich.

## Allgemeines
Die zur Luftkühlung notwendige Luftbewegung kann entweder durch Konvektion, Gebläse oder bei Fahrzeugen durch den Fahrtwind bewirkt werden. Das zu kühlende Objekt steht frei oder wird kanalisiert umflossen. Häufig ist das zu kühlende Objekt auch mit Kühlrippen oder einem Kühlkörper als Wärmeübertrager versehen, die durch eine größere Oberfläche einen größeren Wärmeabfluss ermöglichen.

## Luftgekühlte Motoren

Luftführung beim VW-Käfer
(blau – Kaltluft, rot – Warmluft)

Vor allem in der Vergangenheit wurden Verbrennungsmotoren passiv, oder aktiv mittels Gebläse luftgekühlt. Im Bereich der Kraftfahrzeuge finden luftgekühlte Verbrennungsmotoren teilweise noch bei Motorrädern Verwendung. Weiterhin werden sie für Propeller-Flugzeuge, in RC-Cars und Kleinmotoren, etwa für Rasenmäher oder Motorsägen verwendet. Im Bereich der PKW und LKW sind sie aufgrund der überwiegenden Nachteile im Vergleich zur Flüssigkeitskühlung mit Ausnahme einiger LKW für klimatische Extrembedingungen völlig verdrängt worden.
Elektromotoren erzielen einen weitaus höheren Wirkungsgrad als Verbrennungsmotoren und erfordern demzufolge weniger Kühlleistung. Kleinere Motoren kommen häufig mit Luftkühlung aus. Leistungsstarke Elektromotoren etwa für PKW oder E-Loks sind in der Regel flüssigkeitsgekühlt.

## Luftkühlung bei Personalcomputern

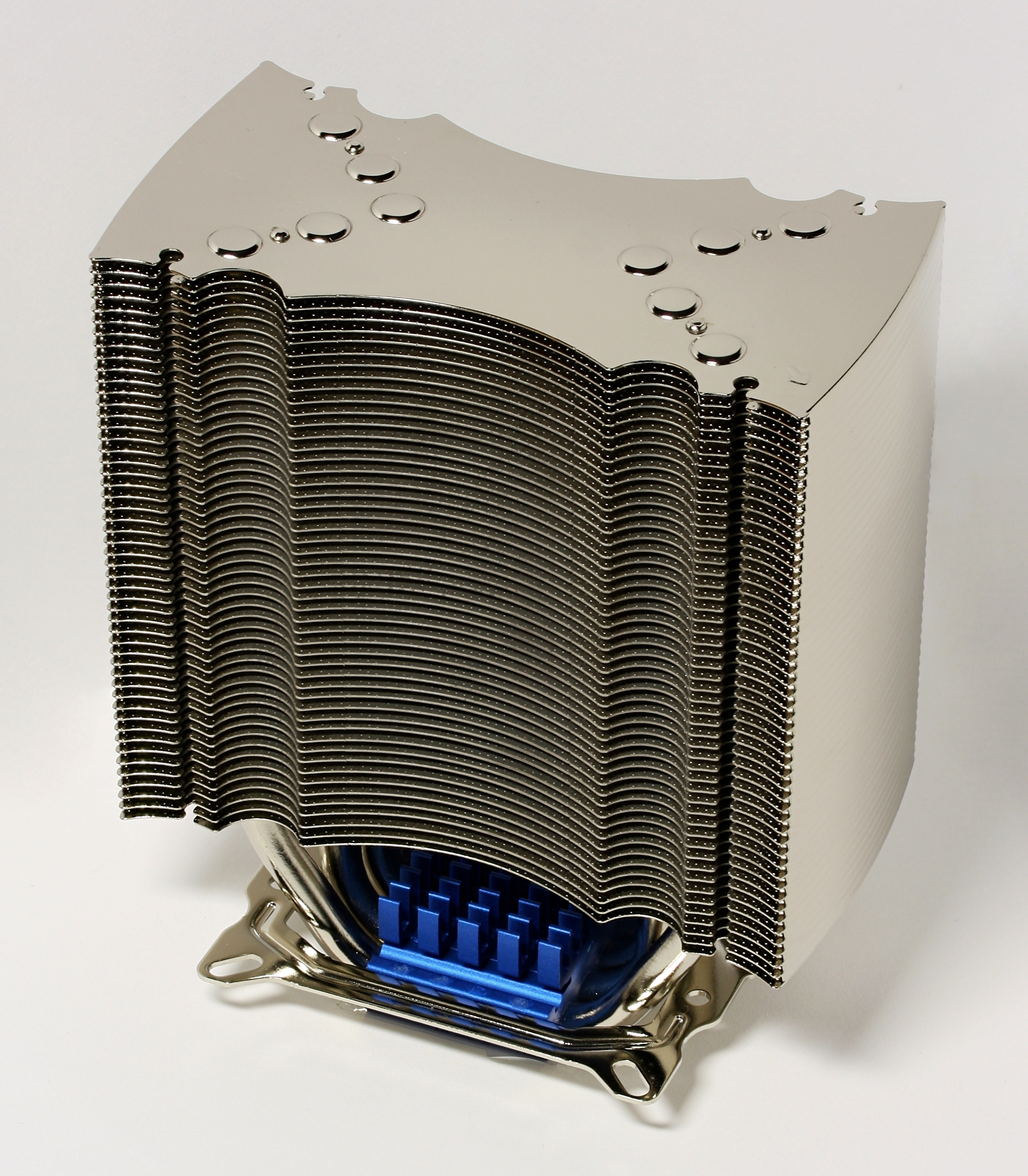
Ein Tower-Kühler für Hauptprozessoren mit Heatpipe: der direkte Luftkühler unten ist nur klein und führt nicht genügend Wärme ab; die Wärmeabfuhr erfolgt über die Wärmerohre auf die metallenen, lamellenförmig gestapelten Kühlbleche mit großer Gesamtoberfläche

Im Verhältnis zur Baugröße geht – insbesondere bei Prozessoren ab der Klasse Intel 486/66 – mit der kommerziell wirtschaftlich zur Verfügung stehenden Technologie eine große Wärmeentwicklung einher. Leistungsstarke Mikrochips, wie sie in aktuellen PCs verwendet werden, erzeugen erhebliche Verlustwärme, die überwiegend durch eine Luftkühlung abgeführt wird. Zweck ist, die zulässige Kristalltemperatur der im Prozessor vorhandenen Halbleiter nicht zu überschreiten. Eine Überschreitung bedeutet Zerstörung der Transistor-Halbleiterkristalle durch Anschmelzen oder durch Legieren der Dotierung was einen Kurzschluss auf dem Chip verursachen kann.
Da die Logikbauelemente eines Computers keine Arbeit im physikalischen Sinne verrichten, wird sämtliche aufgenommene elektrische Energie letztlich in Wärme umgesetzt. Da bei heutigen Prozessoren die Wärme nicht mehr nur passiv durch Strahlung und passive Kühlkörper abgeführt werden kann, muss die Wärmeabfuhr erhöht werden. Dazu werden an Bauteilen mit hoher Leistungsaufnahmen wie der CPU und der Grafikkarte Kühlkörper und aktive Lüfter installiert. Diese führen die Wärme direkt von den Bauteilen in die Luft im Gehäuse ab. Zusätzlich besitzen fast alle Computer Gehäuselüfter, die für einen stetigen Luftstrom durch das Gehäuse sorgen und somit die Wärme an die Raumluft abgeben.
Alternativ dazu kann die Wärme von den Bauteilen mithilfe einer Wasserkühlung abtransportiert werden, die anschließend über Radiatoren an den Raum abgegeben werden kann.

## Weitere Anwendungen
- HiFi-Verstärker sind in der Regel luftgekühlt.
- Die Kühlung der Späne bei der maschinellen Bearbeitung von hygroskopischen (feuchtigkeitsanziehenden) Kunststoffen geschieht mit Luft, übliche Kühlschmierstoffe könnten den Werkstoff anlösen oder aufquellen lassen.